# 이곤 (1919년)
이곤(李錕, 1919년 1월 3일 ~ 1984년 3월 23일)은  대한제국 고종(高宗) 손자이자 의친왕(義親王) 이강(李堈)의 6남이다.   

### 생애 초반
1919년에 한성부(현재 서울)에서 태어났다. 수인당 김씨 소생으로 아들없이 죽은 이준용의 양자가 된 흥영군 이우는 그의 친형이다. 
1952년부터 구황실재산관리국(현 국가유산청)의 허가를 얻어 1962년까지 덕수궁에서 거주했다.
1951년 토건업자 등과 공모해 인장을 위조, 명동 소재 옛 이왕실 소유 토지와 주택을 700만환에 매각했다가, 사기 혐의로 체포되었다. 징역 3년을 구형 받았으나 6.25 사변 전까지 국가에서 지급한 보조금을 받지 못해 생활고를 겪고 있다는 점이 고려되어 징역 2년에 집행유예 5년을 언도받고 풀려났다.

### 공무원 생활
문교부 과학기술과 촉탁, 석탄공사 청량리지사 경비원 등 말단직을 역임하다 1964년에 국회의원 황호현의 주선으로 국회 수위로 취직했다.
광복 후 칠궁(궁정동 1-1)에 거주했으나 한국전쟁으로 피난 갔다 돌아와 1954년부터 덕수궁에 거주했다. 1962년 덕수궁 개축 때 집이 헐려 서울 청량2동 205번지 홍릉 내 마굿간을 개조해 임대료 2250원을 내고 살아았으나 그러나 영휘원 정비 계획에 따라 퇴거 요구를 받았다. 
이 와중에서 문화재 관리국 산림보호직원 한경숙과 다툼이 벌어졌다. 이곤은 한경숙이 “왕족이면 다냐, 나가라”라는 폭언과 집안 기물을 부숴서 다투다가 전치 4주의 부상을 입었다며 고소했고 한경숙도 이곤으로부터 폭행 당해 전치 2주의 부상입었다고 맞고소를 제기했다. 결국 둘은 “폭력행위 등 처벌에 관한 법률” 위반 혐의로 쌍방 입건 되었다.
1969년 4월 23일 문화재관리국(현 문화재청)은 홍릉 내 이곤의 집을 철거 조치했다. 문화재관리국은 철거 전 7번이나 경고장을 보냈으나 이곤은 이사 자금이 없다며 불응해 왔다. 철거 후 홍릉 내에 천막을 치고 거주해 언론에 보도되기도 했다. 1974년 국회사무처 경비직에서 퇴직했다.

### 교통사고와 최후
1984년 1월 14일에 교통사고를 당하여 서울 성바오로병원 중환자실에 입원, 뇌수술을 받았으나 끝내 호전되지 못하고, 그 해에 사망했다. 

## 가족 관계
- 조부 대한제국 고종황제(高宗皇帝) (조선 제26대 국왕)
- 조모 후궁 귀인 장씨(貴人 張氏)
  - 부 의친왕 이강(義親王 李堈)
  - 친모(측실) 수인당 김씨(修仁堂 金氏), 김흥인(金興仁)
    - 이곤(李錕)
    - 부인 황경생(黃庚生)
      - 장녀 이양
      - 차녀 이기
      - 삼녀 이제
      - 장남 이준(1961년~ )
      - 며느리 김성자(1962년~)  
        - 손자 이범
        - 손자 이백

    - 형 이우(李鍝), 영선군 이준용(永宣君 李埈鎔)에게 출계
    - 형 이주(李鑄), 인평대군파 이인용(李寅鎔)에게 출계

## 같이 보기
- 국회사무처
- 의친왕
- 이우
- 김금덕
- 이해경
- 이석
- 이수길
- 황호현